# Strathearn
Strathearn eller Strath Earn, (Skotsk gælisk, Srath Èireann) betyder irernes dal. Dalen (strath) ligger omkring floden Earn i Skotland,
Dalen starter ved søen Loch Earn på grænsen mellem Stirling (region) og Perth and Kinross. Dalen slutter ved Firth of Tay.

## Anden brug af navnet Strathearn
«Strathearn» eller «Strathern» er også et efternavn i Nordirland og USA. Dalen har også givet navn til titlerne Jarl af Strathearn og Hertug af Strathearn.
56°19′57″N 3°40′57″V / 56.3325°N 3.6825°V